# 马来酰亚胺
马来酰亚胺是一种含氮有机化合物，化学式为H2C2(CO)2NH，是有机合成中常用的酰亚胺。